# Schafhof (Obernzenn)
Schafhof (fränkisch: Schofhof) ist ein Wohnplatz des Marktes Obernzenn im Landkreis Neustadt an der Aisch-Bad Windsheim (Mittelfranken, Bayern). Schafhof liegt in der Gemarkung Unteraltenbernheim.

## Geografie
Die Einöde hat neben dem Wohngebäude noch vier Nebengebäude. Es entspringt dort der Baumbach, ein rechter Zufluss des Steinbachs, der wiederum ein linker Zufluss der Zenn ist. Das Flurgebiet Alte Eiche grenzt im Südosten an. Der Kalkgraben liegt 0,5 km nordöstlich des Ortes. Eine Gemeindeverbindungsstraße führt nach Limbach (0,5 km nördlich) bzw. nach Hechelbach (1,5 km südöstlich).

## Geschichte
Der Ort wurde 1509 als „Schaaff-Hauß“ erstmals urkundlich erwähnt.
Gegen Ende des 18. Jahrhunderts gehörte der Schafhof zur Realgemeinde Limbach. Der Hof hatte die Deutschordenskommende Virnsberg als Grundherrn. Der Schafhof erhielt die Hausnummer 14 des Ortes Limbach.
Im Rahmen des Gemeindeedikts wurde Schafhof dem 1808 gebildeten Steuerdistrikt Oberaltenbernheim und der 1811 gebildeten Ruralgemeinde Oberaltenbernheim zugeordnet. Mit dem Zweiten Gemeindeedikt (1818) wurde es in die neu gebildete Ruralgemeinde Unteraltenbernheim umgemeindet. Am 1. Mai 1978 wurde Schafhof im Zuge der Gebietsreform nach Obernzenn eingemeindet.

## Einwohnerentwicklung
| Jahr      | 001836 | 001840 | 001861 | 001871 | 001885 |
| Einwohner | 9      | 9      | 6      | 8      | 5      |
| Häuser    | 1      | 1      |        |        | 1      |
| Quelle    | [ 10 ] | [ 11 ] | [ 12 ] | [ 13 ] | [ 14 ] |

## Religion
Der Ort ist evangelisch-lutherisch geprägt und nach St. Martin (Unteraltenbernheim) gepfarrt. Die Einwohner römisch-katholischer Konfession sind nach Mariä Himmelfahrt (Sondernohe) gepfarrt.

## Weblink
- Schafhof in der Ortsdatenbank des bavarikon, abgerufen am 19. August 2021.